# Psychotria mangenotii
Psychotria mangenotii là một loài thực vật có hoa trong họ Thiến thảo. Loài này được (Aké Assi) Verdc. miêu tả khoa học đầu tiên năm 1975.